# Красный Яр (Киреевский район)
Красный Яр — посёлок в Киреевском районе Тульской области России.
В рамках административно-территориального устройства является центром Красноярского сельского округа Киреевского района, в рамках организации местного самоуправления является административным центром сельского поселения Красноярское.

## География
Расположен на реке Сежа (побережье Гамовского пруда), в 27 км к северу от города Киреевска и в 18 км к востоку от центра города Тула.

## Население
| 2002 | 2010  |
| ---- | ----- |
| 1171 | ↘1133 |

Население — 1133 чел. (2010).

## Социальная сфера
В сфере культуры функционирует Красноярский сельский Дом культуры, на базе которого работают 10 клубных формирований, такие как: танцевальная группа «Радость», вокальная группа «Красноярочка», изо-студия «Карандаш» и другие.
Образовательная сфера представлена МКОУ «Красноярским центром образования», рассчитанный на 275 учебных мест. Центр образовался в 2015 году путем слияния основной общеобразовательной школы и детского сада поселка. Школьный учебный корпус имеет здание для начальной, средней и старшей ступени. На территории расположены футбольная, баскетбольная, волейбольная площадки.